# زوین (روستا)
زوین (به ترکی آذربایجانی: Zevin) یک منطقهٔ مسکونی در جمهوری آذربایجان است که در شهرستان یاردیملی واقع شده‌است. زوین ۱٬۳۲۲ نفر جمعیت دارد.